# Riserva di legge
La riserva di legge è l'istituto giuridico in base al quale una determinata materia può essere regolata soltanto dalla legge o da un atto avente forza di legge; ha una funzione di garanzia nei confronti del cittadino, escludendo l'esercizio della potestà regolamentare da parte del governo e interventi in via amministrativa.

## In Italia

### Tipologia delle riserve
Nell'ordinamento giuridico italiano, la Costituzione traccia vari tipi di riserva di legge:
- riserva di legge ordinaria: la materia può essere disciplinata dalla legge e da atti aventi forza di legge.
  - assoluta: la materia deve essere regolata integralmente dalla legge. Ad esempio l'art. 13.2[1] Cost. ammette restrizioni della libertà personale nei soli casi e modi previsti dalla legge.[2]
  - relativa: i principi sono stabiliti dalla legge, riducendo la discrezionalità dell'esecutivo, che però potrà intervenire dettando la disciplina di dettaglio con propri regolamenti. (artt. 97.2[3] e 23[4] Cost.)[2]
  - rinforzata: riserve, assolute o relative, dove la Costituzione pone dei limiti alla discrezionalità del legislatore, predeterminando alcuni dei contenuti che la legge deve avere. (art. 16[5] Cost.)
- riserva di legge formale: nella materia può intervenire la legge del parlamento mentre non possono farlo atti aventi forza di legge, come decreti-legge o decreti legislativi, del governo (art. 76[6], art. 77[7] Cost.). Di fatto, poi, le materie disciplinate da riserva di legge formale sono quelle coperte da riserva di assemblea (art. 72.4[8] Cost.). La riserva di legge formale è tipica dei casi in cui si vuole riservare al solo parlamento la possibilità di adottare un determinato atto, ed è dunque soprattutto utilizzata per quanto riguarda gli atti autorizzatori dell'assemblea. Basti pensare alla legge di bilancio, la cui natura autorizzatoria è sottolineata dalla stessa Costituzione all'art. 81[9] Cost. La stessa ratio impone di considerare riserva di legge formale la conversione di decreti legge, così come la delega della funzione legislativa nel caso di adozione di decreti legislativi: infatti, non fosse imposta una simile riserva, si potrebbe in questi casi procedere con atti aventi forza di legge, falsando in modo inaccettabile la natura dei rapporti tra l'esecutivo e il legislativo.

Esistono anche riserve non a favore della legge ordinaria:
- riserva di legge costituzionale (artt. 116[10], 132.1[11], 137[12] e 138[13] Cost.), anch'essa tipica dello Stato costituzionale di diritto
- riserva a favore dei regolamenti parlamentari (art. 64.1[14] Cost.)
- riserva di giurisdizione: il già citato art. 13.2 non ammette alcuna "restrizione della libertà personale, se non per atto motivato dell'autorità giudiziaria (...)"; similmente l'art. 15 ammette limitazioni alla libertà e alla segretezza della corrispondenza "soltanto per atto motivato dell'autorità giudiziaria".
- riserva di regolamento amministrativo: in Italia è molto rara; ad esempio è prevista dall'art. 17, c. 95, della legge 127/1997, che attribuisce al Ministro dell'istruzione, dell'università e della ricerca la riserva di regolamentazione in materia di titoli di studio e ordinamenti didattici universitari, tant'è che la riforma cosiddetta del 3+2 è stata emanata con D.M. 509/1999, il quale deroga ampiamente ai due precedenti regi decreti già vigenti (1592/1933 e 1269/1938).

### La riserva di legge nel diritto penale
Il principio di riserva di legge penale è un tipo di riserva di legge tendenzialmente assoluta ed esprime il divieto di punire una determinata condotta in assenza di una legge preesistente che la configuri come reato (art. 25 comma II Cost.)
La funzione della riserva di legge è essenzialmente garantistica, in quanto si vuole garantire che in materia penale le norme vengano emanate dall'organo maggiormente rappresentativo (parlamento).
La riserva di legge deve essere intesa come riserva di legge assoluta anche se in alcuni casi l'apporto da parte di una fonte normativa secondaria è ammessa; ecco perché si preferisce classificarla come riserva di legge tendenzialmente assoluta.
È ammessa quando si limita a specificare dal punto di vista tecnico elementi già contemplati dalla legge; quando viene richiamata dalla legge (il rinvio però deve essere fisso o recettizio; non è ammesso il rinvio mobile); non è ammesso, invece, che la legge consenta alla fonte secondaria di scegliere i comportamenti punibili tra quelli disciplinati dalla legge stessa.
Rientrano nel concetto di legge la legge formale ordinaria, cioè quell'atto normativo emanato dal parlamento ai sensi degli artt. 70-74 Cost. e la legge costituzionale emanata in base al procedimento previsto dall'art. 138 Cost.

### Decreti legge e legislativi
Per ciò che riguarda i decreti legislativi e i decreti-legge, che vengono normalmente utilizzati, parte della dottrina sostiene che le caratteristiche di entrambi questi atti non sono compatibili con la ratio di garanzia della riserva di legge. La dottrina dominante invece annovera senza difficoltà sia il decreto legislativo sia il decreto legge tra le fonti del diritto penale in quanto è lo stesso ordinamento costituzionale che riconosce a questi atti normativi  efficacia pari a quella della legge formale ordinaria. Nella stessa direzione è stato sottolineato che nell'ipotesi del decreto legislativo la ratio garantista del principio di riserva di legge è garantito dal fatto che il Parlamento conserva, con la legge di delegazione, l'iniziativa legislativa e l'individuazione delle scelte di politica criminale, mentre nel caso del decreto legge la stessa esigenza di tutela viene soddisfatta attraverso il meccanismo della conversione del decreto in legge.
Più precisamente, decreto legislativo e decreto legge sono entrambi atti aventi forza di legge ed entrambi approvati dal Consiglio dei ministri con la differenza che nel primo caso il decreto deve essere preceduto dalla "legge di delegazione" (emanata dal parlamento). Ciò comporta che il governo prima di emanare un decreto legislativo dovrà fare richiesta al parlamento. Il parlamento in caso di approvazione potrà esporre limiti e tempi che dovranno essere rispettati dal governo, pena la caduta del decreto. In conclusione, il parlamento non si espropria del suo potere (potere legislativo), ma lo delega.
Nel secondo caso, decreto legge, il governo potrà emanare il decreto senza l'approvazione del parlamento, ma ciò può essere fatto solo in casi di urgenza per cui i tempi previsti normalmente sarebbero troppo lunghi. Il governo dunque con il decreto legge interviene immediatamente e senza passare per il parlamento. Entro 60 giorni (dalla data di pubblicazione) il parlamento, dopo aver esaminato il decreto, dovrà decidere se convertirlo o no in legge. Se il parlamento deciderà di non convertire il decreto quest'ultimo cadrà (il parlamento potrà emettere una legge di sanatoria o convalida per disciplinare i rapporti giuridici sorti sulla base del decreto non convertito). Se il decreto verrà convertito avrà efficacia illimitata.

### Legge Regionale
Non è fonte del diritto penale la legge regionale; se lo fosse verrebbe violato:
- l'art. 3 Cost. che prevede il principio di uguaglianza,
- l'art. 5 Cost. che prevede il principio dell'unità politica dello Stato,
- l'art. 120 Cost. che vieta alle regioni di adottare provvedimenti che possono ostacolare il libero esercizio dei diritti fondamentali dei cittadini,
- l'art. 117, comma 2 lettera l Cost. che attribuisce la materia penale allo Stato.

La sentenza 487 del 1989  della Corte Costituzionale, inoltre, ha stabilito che solo un organo nazionale è in grado di avere una visione generale dei beni e delle esigenze dell'intera società.
Le Regioni possono intervenire solo quando lo possono fare le fonti subordinate e quando si tratta di cause di giustificazione che, non essendo istituti di diritto penale ma principi desunti dal sistema, non sottostanno ai principi del diritto penale.

### Le Consuetudini
Per ciò che riguarda le consuetudini, non possono operare né quelle incriminatrici perché violerebbero il principio di legalità, né quelle abrogatrici perché violerebbero la gerarchia delle fonti. Quanto alla consuetudine integratrice, non è ammessa a meno che vi sia una legge a richiamarla.
È, invece, ammesso il ricorso alla consuetudine scriminante. Infatti, le norme che configurano le scriminanti non hanno carattere penale quindi non sono necessariamente subordinate al principio della riserva di legge.

### Il principio di legalità
La riserva di legge investe, oltre che il fatto, anche la sanzione. Si violerebbe il principio di legalità penale se la legge si limitasse a prevedere il fatto lasciando al giudice la possibilità di scegliere il tipo e/o la durata della sanzione.
Il principio nulla pœna sine lege trova il suo fondamento nell'art. 1 c.p. che stabilisce che nessuno può essere punito con pene che non siano stabilite dalla legge.
A livello costituzionale non vi è nessuna norma che prevede espressamente il principio nulla pœna sine lege; tuttavia l'art. 25 della costituzione stabilisce Nessuno può essere punito se non in forza di una legge che sia entrata in vigore prima del fatto commesso; è indubbiamente lecito far rientrare in questa previsione anche la pena in senso stretto.
Predeterminazione legale della sanzione non significa, tuttavia, esclusione di ogni potere discrezionale del giudice. La legge, infatti, fissando un minimo e un massimo, dà al giudice la possibilità di esercitare un potere discrezionale nella scelta della quantità di pena da infliggere al reo.
Perché il principio di legalità sia rispettato occorre però che lo spazio edittale oscilli tra un minimo e un massimo ragionevoli.
Anche rispetto alla sanzione, la riserva di legge opera in modo assoluto e coinvolge non solo le pene principali e accessorie ma anche gli effetti penali della condanna.

### Rapporto fra la Legge e le fonti di rango inferiore
Il problema principale del principio di legalità, nell'aspetto della riserva di legge, è - dunque - il rapporto che la legge ha con una fonte ad essa inferiore (legge o atto integrativo diverso). Tuttavia, se nel caso di un rinvio ad altra fonte legislativa, ai fini della più compiuta descrizione della fattispecie, non crea grandi problemi, il caso è ben diverso se la fonte integrativa è un atto amministrativo (magari già preesistente).
Il problema è così da dividersi:
1. Norma penale in bianco (in senso stretto);
2. Norma penale integrata

Nel primo caso la legge integra la legge. Nel secondo la norma penale è integrata da un atto non legislativo (regolamento o atto amministrativo).
La dottrina e la giurisprudenza in merito hanno percorso un iter molto variegato e mutevole, che è passato - nel caso dell'atto amministrativo - anche per la possibilità di disapplicare l'atto amministrativo da parte del giudice penale,  ai sensi della legge di abolizione del contenzioso amministrativo (cioè l'Allegato E, art. 5, della Legge 20 marzo 1865, n. 2248).
Andando al sodo: la legge che rinvia ad un atto della P.A. deve già indicare un insieme di dati sufficienti affinché il rinvio non sia "in bianco", ma delineato il più possibile per creare un aggancio alla realtà, mutevole e diversificata, che è ben più facilmente percepibile dalla P.A. che dal Parlamento, nella sua qualità di organo costituzionale.
Esempi sono l'art. 650 c.p. e il richiamo che la legge sugli stupefacenti ad un D.M. per l'identificazione delle sostanze psicotrope. Il margine che bisogna dare alla P.A. è quello specifico della discrezionalità tecnica, ossia la discrezionalità amministrativa che avviene su parametri tecnici legati ad una scienza o ad una disciplina. Deve escludersi, dunque, ogni discrezionalità politica.

## La legislazione europea
Per ciò che riguarda le legislazione comunitaria, questa non potrebbe essere considerata legittima fonte di produzione del diritto penale a causa dello sbarramento opposto dal principio della riserva di legge "statale" previsto dall'art. 25, comma 2 della Costituzione. Tuttavia il principio del primato del diritto comunitario fa sì che la norma comunitaria prevalga su quella interna. Peraltro, l'UE può esercitare solo quelle prerogative espressamente o implicitamente attribuitele dai trattati, laddove nessun trattato attribuisce la potestà sanzionatoria in materia penale ad organi comunitari: nessuno Stato ha deciso di limitare la propria sovranità (vd. art. 11 Cost.), intesa qui come monopolio dell'individuazione dei fatti di reato e delle pene ad essi connesse, conferendo tale competenza all'"organizzazione sovranazionale". Infine, anche nell'ipotetico caso che in futuro tale trattato venga stipulato, la ratio storico-istituzionale del Principio di Legalità/Riserva di Legge in materia penale, imponendo che le scelte sanzionatorie più inflittive e lesive della libertà personale dei cittadini (cosa, quando, come punire) vengano assunte dall'organo massimamente rappresentativo della cittadinanza (il Parlamento), entrerebbe in conflitto con l'attuale assetto di poteri degli organi comunitari. Infatti, l'organo comunitario competente alla produzione normativa (mediante regolamenti e direttive) non è il Parlamento Europeo, ma, tendenzialmente, il Consiglio dei ministri, composto, in modo variabile a seconda della materia trattata, dai ministri dei Paesi membri, e quindi da componenti dei loro Esecutivi.
Un'importante decisione della Corte di Giustizia della CEE ha sancito l'obbligo per il giudice di applicare la normativa comunitaria nel caso in cui contrasti con la normativa interna.
Occorre però fare una precisazione: non rispetto a tutte le fonti del diritto comunitario vige il principio del primato del diritto comunitario.

### I regolamenti comunitari
I regolamenti comunitari, in quanto obbligatori e direttamente applicabili, impongono al giudice di applicarli e non-applicare la normativa interna.

### Le direttive comunitarie
Non sono invece direttamente applicabili le direttive, ad eccezione di quelle self-executing che, se non vengono recepite, producono gli stessi effetti dei regolamenti.
Per ciò che riguarda i Trattati, sono direttamente applicabili ed efficaci quelle norme che hanno pieno contenuto dispositivo.